# 函館歴史文化観光検定
函館歴史文化観光検定（はこだてれきしぶんかかんこうけんてい、通称・はこだて検定）は、函館商工会議所が主催する北海道函館市のご当地検定である。

## 概要
函館の歴史や文化、地理などの知識を図る試験であり、初級と上級と2つの難易度がある。2007年（平成19年）に第1回試験が初級のみで行われ、第2回から上級が加わった。2015年（平成27年）時点で、計10回の試験が行われている。第10回までの通算合格者数・率は、初級が1,682人・43.7%、上級が108人・14.1%である。
合格者には合格証が渡されるほか、合格者認定グッズ（ピンバッジ、ストラップ付カードホルダー）が販売されている。
また、合格者のコミュニティを作っており、合格者同士の交流を進めている。